# Izabela Dec
Izabela Dec (ur. 10 lipca 1996 w Rzeszowie) – polska zawodniczka karate stylu Kyokushin, posiadająca 1 dan. Na treningi karate trafiła w 2002 roku do Leżajskiego Klubu Karate Kyokushin prowadzonego przez sensei Dariusza Burdę. Dwukrotna Wicemistrzyni Europy w Karate Kyokushin z roku 2011 i 2013. Brązowy medal na Mistrzostwach Europy w roku 2014.

## Osiągnięcia
2011:
- I miejsce (kumite full kontakt -55kg) w Międzynarodowych Mistrzostwach Węgier Karate Kyokushin - Baja
- I miejsce (kumite full kontakt -60kg) w Międzynarodowym Turnieju Karate Kyokushin IKO Galizia Cup - Leżajsk
- II miejsce (kumite full kontakt -55kg) w Pucharze Polski Karate Kyokushin - Włocławek
- II miejsce (kumite full kontakt -55kg) w Mistrzostwach Europy Karate Kyokushin - Warszawa

2012:
- III miejsce (kumite full kontakt -55kg) w Mistrzostwach Polski - Kraków
- II miejsce (kumite full kontakt -55kg) w Międzynarodowym Turnieju Karate Kyokushin IKO Galizia Cup - Leżajsk
- I miejsce (kumite full kontakt -55kg) w Pucharze Polski - Gubin
- III miejsce (kumite full kontakt -55kg) Kyokushin CUP - Zielonka

2013:
- I miejsce w Międzynarodowym Turnieju Karate Kyokushin IKO Galizia Cup - Leżajsk
- III miejsce w Mistrzostwach Polski - Sieradz
- II miejsce w Mistrzostwach Europy - Katowice
- I miejsce (kumite full kontakt -55kg) Turniej o Puchar Burmistrza Józefowa - Józefów.
- II miejsce (kata) Turniej o Puchar Burmistrza Józefowa - Józefów.
- III miejsce (kumite full kontakt -55kg) w Pucharze Polski - Ząbkowice Śląskie.
- III miejsce (kata) Turniej o Puchar Prezydenta Miasta Chełm - Chełm
- I miejsce (kumite full kontakt -55kg) Międzynarodowy Turniej Karate Kyokushin o Puchar Starosty Tomaszowskiego - Tomaszów Lubelski
- I miejsce (kata) Międzynarodowy Turniej Karate Kyokushin o Puchar Starosty Tomaszowskiego - Tomaszów Lubelski
- I miejsce (kumite full kontakt -55kg) Mistrzostwa Podkarpacia - Przeworsk.
- II miejsce (kata) Mistrzostwa Podkarpacia - Przeworsk.
- II miejsce (kumite full kontakt -55kg) IKO Mazovia Cup - Józefów.
- I miejsce (kata) Mistrzostwa Makroregionu Południowego - Olkusz
- I miejsce (kumite full kontakt -55kg) Mistrzostwa Makroregionu Południowego - Olkusz

2014:
- III miejsce w Mistrzostwach Polski Młodzieżowców (kumite full kontakt -55kg) - Włocławek.
- III miejsce Grand Prix Polski Seniorów IKO (kumite full kontakt -55kg) - Ostrołęka
- I miejsce (kumite open) w Mistrzostwach Województwa Podkarpackiego - Krosno
- III miejsce (kata) w Mistrzostwach Województwa Podkarpackiego - Krosno
- III miejsce (kumite full kontakt -55kg) Mistrzostwach Europy Karate Kyokushin - Varna (Bułgaria)
- I miejsce (kumite full kontakt +55kg) Mistrzostwa Województwa Lubelskiego - Łabuńki
- II miejsce (kumite full kontakt -55kg) IKO Mazovia CUP - Józefów
- III miejsce (kata) IKO Mazovia CUP - Józefów

2015:
- I miejsce (kumite full kontakt -60kg) Mistrzostwa Makroregionu Południowego - Jedlicze.
- III miejsce (kumite full kontakt -55kg) w Second International Integration Cup - Tomaszów Lubelski
- III miejsce (kata) w Second International Integration Cup - Tomaszów Lubelski
- I miejsce (kumite full kontakt open) IKO Tataria Cup - Nowa Sarzyna.
- II miejsce (kumite open) Mistrzostwa Polski Młodzieżowców - Radzymin
- III miejsce (kumite full kontakt -60kg) Mistrzostwa Polski Młodzieżowców - Radzymin

2016:
- II miejsce (kumite full kontakt -60kg) Mistrzostwa Makroregionu Południowego - Leżajsk
- I miejsce (kumite open) Mistrzostwa Polski Młodzieżowców - Szczecinek
- III miejsce (kumite full kontakt -55kg) Mistrzostwa Polski Młodzieżowców - Szczecinek
- III miejsce (kumite full kontakt open) IKO Galizia Cup - Leżajsk
- II miejsce (kata) IKO Tataria Cup - Nowa Sarzyna
- II miejsce (kumite full kontakt open) IKO Tataria Cup - Nowa Sarzyna
- III miejsce (kumite full kontakt -55kg) Otwarte Międzynarodowe Mistrzostwa Mołdawii - Kiszyniów
- II miejsce (kumite full kontakt open) Otwarte Mistrzostwa Białorusi - Grodno

## Nagrody
- 17 maja 2010 otrzymała wyróżnienie za osiągnięcia sportowe od Burmistrza Miasta i Gminy Nowa Sarzyna - pana Roberta Gnatka przy okazji 20-lecia Samorządu Terytorialnego.
- 12 października 2012 nagrodę w dziedzinie sportu Izabeli Dec wręczył Wicestarosta Leżajski Marek Kogut.
- 19 marca 2013 w Wojewódzkim Domu Kultury w Rzeszowie odbyła się V Gala Sportu Młodzieżowego. Sportowcy osiągający wysokie wyniki we współzawodnictwie zostali wyróżnieni przez Marszałka nagrodami stypendialnymi. Izabela Dec znalazła się w tym gronie stypendystów.
- 14 października 2013 w Muzeum Ziemi Leżajskiej otrzymała z rąk Starosty Leżajskiego Jana Kidy kolejną nagrodę w dziedzinie sportu.
- 28 marca 2014 w Wojewódzkim Domu Kultury w Rzeszowie przy ul. Okrzei 7 odbyła się uroczysta VI Galia Sportu Młodzieżowego, na której zostały wręczone stypendia sportowe dla zawodników i nagrody dla trenerów za wyniki osiągnięte w 2013r. Izabela została ponownie nagrodzona.
- 14 października 2014 nagrodę w dziedzinie sportu Izabeli Dec wręczył Starosta Jan Kida i Wicestarosta Marek Kogut.
- 18 marca 2015 w Wojewódzkim Domu Kultury w Rzeszowie odbyła się uroczysta VII Galia Sportu Młodzieżowego, na której zostały wręczone stypendia sportowe dla zawodników i nagrody dla trenerów za wyniki osiągnięte w 2014r. Po raz 3 z rzędu Izabela znalazła się w gronie nagrodzonych sportowców.
- 26 maja 2015 w auli Gimnazjum w Nowej Sarzynie odbyły się gminne obchody Dnia Samorządu Terytorialnego. W kategorii sport nagrodzono: Izabelę Dec – zawodniczkę Leżajskiego Klubu Karate Kyokushin medalistkę mistrzostw Polski i Europy.
- W dniu 15 października 2015 w Muzeum Ziemi Leżajskiej odbyło się uroczyste wręczenie nagród Powiatu Leżajskiego za szczególne osiągnięcia w dziedzinie kultury i sportu. Nagrodzona została Izabela Dec.
- 27 kwietnia 2016 w Wojewódzkim Domu Kultury w Rzeszowie przy ul. Okrzei 7 odbyła się uroczysta VIII Galia Sportu Młodzieżowego. Między innymi wyróżnieni zostali zawodnicy Leżajskiego Klubu Kyokushin Karate, Izabela Dec i Maciej Jeziorowski.
- 13 października 2016 ponownie nagrodę w dziedzinie sportu Izabeli Dec wręczył Marek Śliż  – Starosta Leżajski, Zdzisław Leśko – Wicestarosta Leżajski.